# Округ Коморан
Округ Коморан (слч. Okres Komárno) округ је у Њитранском крају, у Словачкој Републици. Административно средиште округа је град Коморан.

## Географија
Налази се у јужном дијелу Њитранског краја.
Граничи:
- на сјеверу је Округ Шаља и Округ Нове Замки,
- источно Округ Нове Замки,
- западно Трнавски крај,
- јужно Мађарска.

Клима је умјерено континентална.

## Становништво
| Година:    | 1994.   | 2004.   | 2014.   | 2024.   |
| ---------- | ------- | ------- | ------- | ------- |
| Број људи: | 109 329 | 107 290 | 103 360 | 98 829  |
| Разлика:   |         | -1,86 % | -3,66 % | -4,38 % |

| Година:    | 2023.  | 2024.   |
| ---------- | ------ | ------- |
| Број људи: | 99 273 | 98 829  |
| Разлика:   |        | -0,44 % |

Према подацима о броју становника из 2011. године округ је имао 103.996 становника. Већинско становништво су Мађари.
| Етнички састав (2011)‍ | Етнички састав (2011)‍ | Етнички састав (2011)‍ | Етнички састав (2011)‍ | Етнички састав (2011)‍ |
| --------------------- | --------------------- | --------------------- | --------------------- | --------------------- |
|                       |                       |                       |                       |                       |
| Мађари                | Мађари                |                       | 0                     | 63,81%                |
| Словаци               | Словаци               |                       | 0                     | 28,33%                |
| Роми                  | Роми                  |                       | 0                     | 1,20%                 |
| Чеси                  | Чеси                  |                       | 0                     | 0,51%                 |
| остали, непознато     | остали, непознато     |                       | 0                     | 6,15%                 |

## Насеља
У округу се налази три града и 38 насељених мјеста. Градови су Коларово, Коморан и Хурбаново.